# Jimmy Zakazaka
Jimmy Zakazaka (ur. 27 grudnia 1984 w Blantyre) – piłkarz malawijski grający na pozycji napastnika.

## Kariera klubowa
Karierę piłkarską Zakazaka rozpoczął w klubie Big Bullets. W 2004 roku zadebiutował w jego barwach w pierwszej lidze Malawi. W latach 2004 i 2005 dwukrotnie z rzędu wywalczył z nim mistrzostwo Malawi. W 2005 roku odszedł do południowoafrykańskiego Free State Stars FC. W 2006 roku spadł z nim z Premier Soccer League do Mvela League. W 2007 roku odszedł z Free State Stars do Bay United FC z miasta Port Elizabeth. W sezonie 2008/2009 grał w Premier League, ale od 2009 roku występował w drugiej lidze RPA. W latach 2010–2012 był piłkarzem African Warriors FC, a w drugiej połowie 2012 w Thanda Royal Zulu FC. Z kolei w latach 2013-2014 był zawodnikiem FC Cape Town. W 2014 grał w Bullets FC, z którym został mistrzem Malawi. W sezonie 2015 występował w Mighty Wanderers FC, z którym zdobył Puchar Malawi, a następnie w Botswana Defence Force XI FC. W latach 2016–2017 ponownie grał w Mighty Wanderers, z którym w 2016 zdobył Puchar Malawi, a w 2017 został mistrzem kraju. W 2018 występował w Tigers FC, w którym zakończył karierę.

## Kariera reprezentacyjna
W reprezentacji Malawi Zakazaka zadebiutował 5 czerwca 2004 roku w zremisowanym 1:1 meczu eliminacji do MŚ 2006 z Marokiem. W 2010 roku w Pucharze Narodów Afryki 2010 zagrał we 2 meczach: z Algierią (3:0) i z Angolą (0:2). Od 2004 do 2013 wystąpił w kadrze narodowej 38 razy i strzelił 5 goli.